# Ženský mírový tábor v Greenham Common
Ženský mírový tábor v Greenham Common byl mírový tábor založený na protest proti rozmístění jaderných zbraní na základně RAF Greenham Common v Berkshire v Anglii. Tábor vznikl v září 1981 poté, co velšská skupina „Women for Life on Earth“ dorazila do Greenhamu, aby protestovala proti rozhodnutí britské vlády povolit umístění střel s plochou dráhou letu. První blokáda základny proběhla v květnu 1982, kdy z 250 protestujících žen bylo 34 zatčeno.

## Historie
V prosinci 1982 spojilo 30 000 žen své ruce, aby vytvořily lidský řetěz okolo základny v rámci happeningu Embrace the Base (česky „Obejmi základnu“). 29. září byly ženy vykázány městskou radou v Newbury, ale během několika dnů založily nový tábor nedaleko původního.
Tábor se stal známým, když 1. dubna 1983 přibližně 70 000 protestujících utvořilo 23 km dlouhý lidský řetěz z Greenhamu do Aldermastonu a zbrojovky v Burghfieldu. Ženský mírový tábor přitáhl pozornost médií a „inspiroval vytvoření dalších mírových táborů na více než tuctu dalších místech v Británii a jinde po Evropě.“ Další obklopení základny proběhlo v prosinci 1983, kterého se zúčastnilo zhruba 50 000 žen. Oplocení bylo na mnoha místech přestříháno a byly vydány stovky zatykačů.
4. dubna 1984 byly ženy z Common znovu vyhoštěny a znovu se všechny po setmění vrátily tábor znovu vybudovat.
Tábor se skládal z osmi menších táborů u různých bran okolo základny. První byl nazván Žlutá brána, další pak Modrá brána (se zaměřením na hnutí New Age), Fialová brána (se zaměřením na náboženství) a Zelená brána, který byl výhradně pro ženy a muži do něj neměli povolený vstup.
Poslední střely byly ze základny odvezeny v roce 1991 v důsledku uzavření smlouvy o likvidaci raket středního a kratšího doletu, ale tábor byl zrušen až v roce 2000 poté, co protestující získali oprávnění postavit na jeho místě památník. Ačkoliv střely byly odvezeny, tábor pokračoval v protestu proti blížícímu se britskému programu Trident. Mezi posledními čtyřmi protestujícími, kteří místo opouštěli, byla Sarah Hippersonová, která se protestů v táboře účastnila celkem 19 let.
Na místě původního tábora byl 5. října 2002 odhalen památník v podobě sedmi vztyčených kamenů umístěných v kruhu kolem sochy Flame (česky Plamen), která představuje táborový oheň.